# Élise-Daucourt
 Élise-Daucourt  es una comuna y población de Francia, en la región de Champaña-Ardenas, departamento de Marne, en el distrito y cantón de Sainte-Menehould.
Su población en el censo de 1999 era de 104 habitantes.
Está integrada en la  Communauté de communes de la Région de Sainte-Menehould .

## Demografía
| 166 | 168 | 129 | 95 | 123 | 104 |
| Para los censos de 1962 a 1999 la población legal corresponde a la población sin duplicidades (Fuente: INSEE [Consultar]) |     |     |    |     |     |